# When I'm Sixty-Four
When I'm Sixty-Four is een populair liefdesliedje van The Beatles, geschreven en ingezongen door Paul McCartney en toegeschreven aan Lennon-McCartney. McCartney bedacht grote delen van de melodie en de pianopartij al op 14-jarige leeftijd, nog voor hij John Lennon kende. De tekst schreef hij  pas later. Het nummer is uitgegeven in 1967 op het album Sgt. Pepper's Lonely Hearts Club Band. In het nummer zingt een jonge man die zich richt tot zijn geliefde. Het gaat over het samen oud worden. De leeftijd 64 was ten tijde van het schrijven van het nummer de pensioenleeftijd in Groot-Brittannië.
Er konden weddenschappen worden afgesloten of When I'm Sixty-Four op 18 juni 2006, de datum waarop Paul McCartney 64 jaar oud werd, een nummer 1-hit zou worden. Dit is echter niet gebeurd, het nummer is namelijk niet heruitgebracht.

## NPO Radio 2 Top 2000
| Nummer met noteringen in de NPO Radio 2 Top 2000 | '99 | '00 | '01  | '02 | '03 | '04 | '05 | '06 | '07 | '08 | '09 | '10 | '11 | '12 | '13 | '14 | '15  | '16  | '17  | '18  | '19  | '20  | '21  | '22  | '23  | '24  |
| ------------------------------------------------ | --- | --- | ---- | --- | --- | --- | --- | --- | --- | --- | --- | --- | --- | --- | --- | --- | ---- | ---- | ---- | ---- | ---- | ---- | ---- | ---- | ---- | ---- |
| When I'm Sixty-Four                              | 680 | 934 | 1194 | 705 | 802 | 739 | 835 | 695 | 669 | 701 | 684 | 796 | 910 | 880 | 863 | 954 | 1391 | 1542 | 1771 | 1340 | 1248 | 1390 | 1469 | 1615 | 1614 | 1989 |

1. ↑  Een vetgedrukt getal geeft de hoogste notering aan.